# Gringe
 (décembre 2021).
Si vous disposez d'ouvrages ou d'articles de référence ou si vous connaissez des sites web de qualité traitant du thème abordé ici, merci de compléter l'article en donnant les références utiles à sa vérifiabilité et en les liant à la section « Notes et références ».
Gringe (prononcé: [ɡʁɛ̃ʒ]), de son vrai nom Guillaume Tranchant, né le 20 février 1980 à Poitiers, est un rappeur, acteur et écrivain français.
Il est notamment connu pour faire partie du groupe Casseurs Flowters avec Orelsan, au sein duquel il a joué son propre rôle dans le film Comment c'est loin, puis dans la série Bloqués. Il est l'auteur de deux albums solo, Enfant lune en 2018, certifié disque d'or, et Hypersensible en 2024. En 2020, il publie le roman Ensemble, on aboie en silence.

## Biographie

### Jeunesse
Né à Poitiers, il déménage beaucoup pendant l'enfance à cause du travail de son père. Avec une mère assistante sociale et actrice et un père travaillant dans le secteur culturel, il est amené à rencontrer de nombreux artistes et s'imprègne de ce milieu dès son plus jeune âge. Il a un petit frère Thibault atteint de schizophrènie. Il termine sa scolarité au lycée Malherbe à Caen après avoir passé la majorité de son adolescence à Cergy-Pontoise, en région parisienne, et obtient un DUT information-communication.

### Carrière

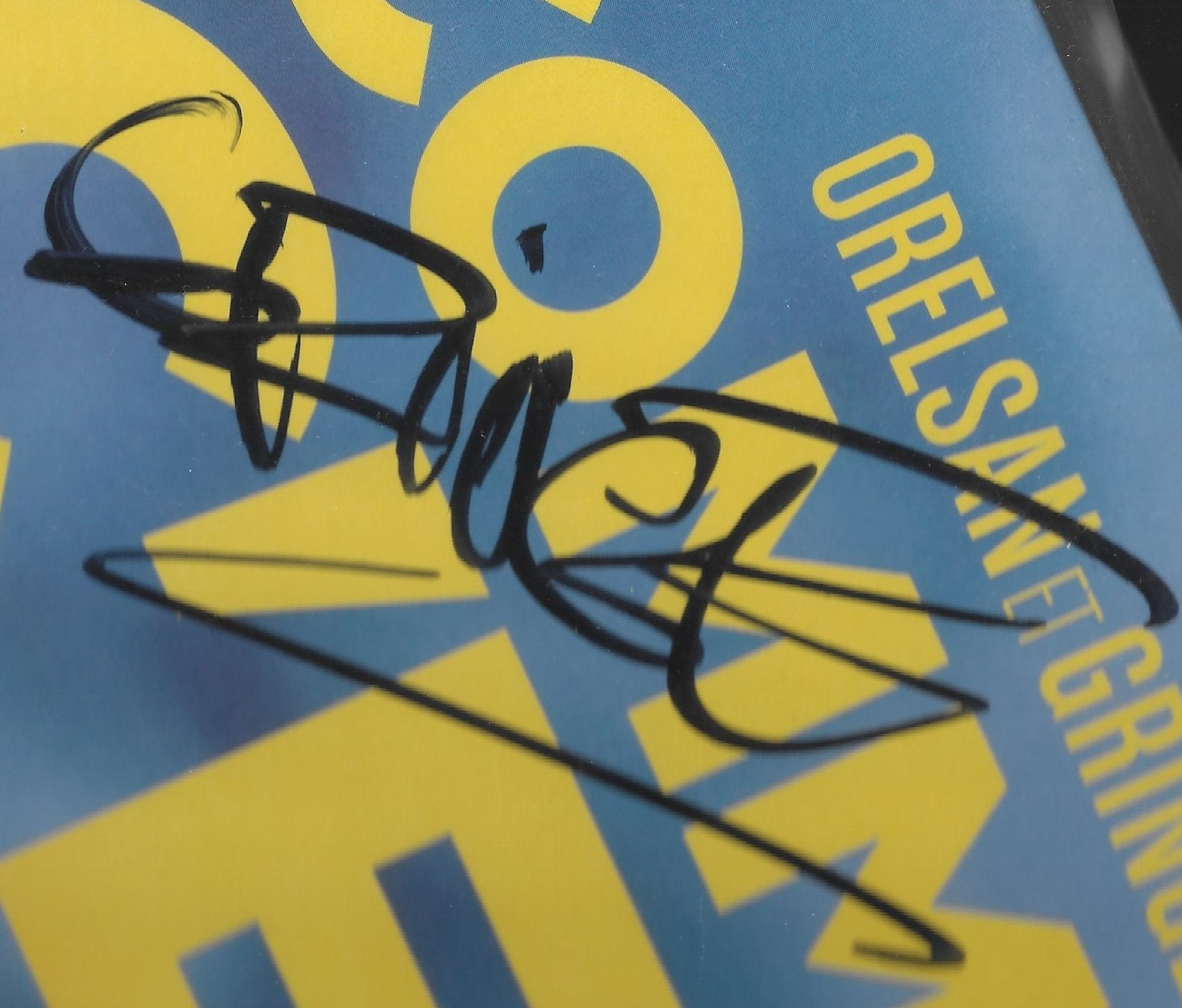
Signature de Gringe figurant sur un exemplaire de la bande originale de Comment c'est loin.

Il finit son stage de vendeur dans un magasin de skate lorsqu'il rencontre Aurélien Cotentin (Orelsan) en 1999,. Les deux amis décident en 2000 de créer le duo Les Casseurs Flowters,. En 2003, ils publient leur première mixtape Fantasy : Épisode -1 . En 2006, Gringe écrit quelques morceaux en collaboration avec le label Original Bombattak. Il se fait connaitre en 2007 grâce au succès de la chanson Saint-Valentin en duo avec Orelsan.
De 2009 à 2013, il accompagne Orelsan dans sa carrière solo, notamment sur ses concerts. Il enregistre avec Orelsan le morceau Entre bien et mal sur l'album Perdu d'avance en 2009, et le morceau Ils sont cools sur l'album Le Chant des sirènes en 2011.
Le 18 novembre 2013, Les Casseurs Flowters sont de retour avec leur premier album studio Orelsan et Gringe sont les Casseurs Flowters.
De septembre 2015 à août 2016, il est également acteur principal avec Orelsan, dans la série Bloqués diffusée sur Canal+, qui fait partie intégrante du Petit Journal présenté par Yann Barthès.
Le 9 décembre 2015, le film Comment c'est loin réalisé par Orelsan sort en salle. Gringe y joue son propre rôle aux côtés d'Orelsan. La bande originale du film, également intitulée Comment c'est loin, fait office de deuxième album des Casseurs Flowters.
Après cette expérience du cinéma, Gringe déclare souhaiter obtenir d'autres rôles d'acteur. En octobre 2016, il tient un second rôle dans le polar Carbone réalisé par Olivier Marchal, qui raconte l'histoire d'une escroquerie menée par un personnage incarné par Benoit Magimel. Il tourne alors dans plusieurs longs métrages, tels que Les Chatouilles d'Andréa Bescond et Éric Métayer, ou Damien veut changer le monde aux côtés de Franck Gastambide.
En parallèle, il sort son premier album solo à trente-huit ans, Enfant lune, le 2 novembre 2018. L'album est certifié disque d'or en septembre 2019, moins d'un an après sa sortie.
Début 2020, il tient son propre rôle dans la série Canal+ de Franck Gastambide Validé. Plus tard la même année, il publie son premier ouvrage Ensemble, on aboie en silence, composé à partir d'échanges menés avec son jeune frère Thibault, atteint de schizophrénie et déjà évoqué dans le single Scanner de son album Enfant lune.
En 2023, il fait partie du jury longs métrages du Festival international du film fantastique de Gérardmer, se tenant du 25 au 29 janvier.
Le 19 septembre 2024, Gringe sort son deuxième album solo : Hypersensible, annoncé un mois plus tôt sur ses réseaux sociaux. Sur l'album figure son ami de toujours, Orelsan, en feat sur le titre Feelings. D'autres feats apparaissent sur la tracklist : Saan et Sydney.

## Discographie

### Singles
- 2018 : Qui dit mieux
- 2018 : Scanner
- 2019 : Pièces détachées
- 2019 : Banco
- 2020 : On aboie en silence
- 2024 : Du Plomb / Effet de Surplomb
- 2024 : Confessions d'un Hypersensible

### Collaboration

#### Featuring
- 2006 : Akhenaton feat. Oxmo Puccino, Nubi & Gringe - Prendre ce qui nous est dû (sur la compilation Bombattak MCs)
- 2007 : Orelsan - Saint-Valentin feat. Gringe
- 2009 : Orelsan - Entre bien et mal feat. Gringe (Sur l’album Perdu d’avance)
- 2011 : Orelsan - Ils sont cools feat. Gringe (Sur l’album Le Chant des Sirènes)
- 2012 : Taipan - C'est beau de rêver feat. Casseurs Flowters (Sur l’album Dans le Circuit)
- 2012 : Canardo - Mauvais plan feat. Casseurs Flowters (Sur l’album A la Youv)
- 2013 : Major Lazer - Keep Cool feat. Casseurs Flowteurs, Wynter Gordon
- 2014 : Shtar Academy - Les portes du pénitencier feat. Némir, Keny Arkana, Nekfeu, NOR, R.E.D.K., T.Killa, Lino, Soprano, Bakar, Alonzo, Vincenzo, Sat, Médine, Orelsan, Gringe (sur l’album Shtar Academy)
- 2014 : Sango - 15 Flows feat. Disiz, Orelsan, Gringe, Jazzy Bazz, Deen Burbigo, Alpha Wann, Espiiem, Nekfeu, Kema, Linkhan, Kenyon, L'Étrange, JAAZ, Yan’s (Sur l’album Juvénile)
- 2015 : Youssoupha - Memento feat. Casseurs Flowters (Sur l’album NGRTD)
- 2020 : Demon One - Sale Journée feat. Gringe (Sur l’EP Demonstrada)
- 2021 : Léa Castel - Pas tout compris feat. Gringe (Sur l’album Roue Libre)
- 2021 : Orelsan - Casseurs Flowters Infinity feat. Gringe (Sur l’album Civilisation)
- 2022 : Shaga - Goutte d’eau feat. Gringe (Sur l’album Rien à Fêter)
- 2022 : DJ Pone - Remède feat. Gringe & Georgio
- 2023 : Sixième Sens - Herbes de province - Remastered 2023 feat Orelsan, Gringe

## Filmographie

### Cinéma
- 2015 : Comment c'est loin, d'Orelsan et Christophe Offenstein : lui-même
- 2017 : Carbone d'Olivier Marchal : Simon Wizman[7]
- 2018 : Les Chatouilles d'Andréa Bescond et Éric Métayer : Manu
- 2019 : L'Heure de la sortie de Sébastien Marnier : Steve
- 2019 : Damien veut changer le monde de Xavier de Choudens : Rudy
- 2024 : Quitter la nuit de Delphine Girard : Pierre
- 2024 : Les Cadeaux de Raphaële Moussafir et Christophe Offenstein : Adrien

### Télévision
- 2015-2016 : Bloqués (série télévisée) dans Le Petit Journal de Canal + : lui-même
- 2016-2017 : Serge le Mytho (série télévisée, 5 épisodes) dans le Grand et le Gros Journal de Canal + : lui-même
- 2020 : Validé (série) de Franck Gastambide, Canal + : lui-même, le copain de Louise (épisode 3)
- 2021 : VTC (série télévisée, 5 épisodes) de Sébastien Drouin et Julien Bittner sur Canal + : Paul Martin
- 2021-2022 : Montre jamais ça à personne (série documentaire) de Clément Cotentin et Christophe Offenstein : lui-même
- 2022 : Darknet sur mer (série), sur Amazon prime video, un français pris en otage
- 2023 : De Grâce de Vincent Maël Cardona : Ishan Bayar
- 2024 : Citoyens clandestins de Laëtitia Masson : Fennec/Karim
- 2024 : Nudes (série télévisée) sur Amazon Prime Video : Fabrice (épisodes 5, 6, 7)
- 2024 : Frotter frotter (série télévisée) sur France 2

### Courts métrages
- 2021 : #Follow Me de Lionel Hirlé

## Doublage
- 2017 : Mutafukaz de Shōjirō Nishimi et Guillaume Renard : Vinz

## Publication
- 2020 : Ensemble, on aboie en silence, HarperCollins, 9 septembre 2020, 176 p.  (ISBN 979-1-033-90686-5)